# Bourgondisch (taal)
Bourgondisch is een uitgestorven Oost-Germaanse taal gesproken door de Bourgondiërs.
Het was een levende taal in de vroege middeleeuwen en werd toen in Zuidoost-Gallië gesproken door de Germaanse minderheid, die de heersende klasse vormde in dat gebied. Deze taal is waarschijnlijk al vóór het jaar 700 uitgestorven, toen de Germaanse minderheid het Gallo-Romaanse dialect van de meerderheid van de bevolking overnam. Er zijn geen geschreven teksten in het Bourgondisch overgeleverd.